# Pheromones (álbum)
Pheromones es el primer álbum oficial de Animal Alpha. La pista "Bundy" apareció en los videojuegos NHL 06 y Burnout Revenge para PlayStation 2 y Xbox 360 y Burnout Legends para PSP.

## Pistas
| N.º   | Título               | Duración |  |
| 1.    | «Billy Bob Jackson»  | 4:08     |  |
| 2.    | «I.r.w.y.t.d»        | 2:44     |  |
| 3.    | «Bundy»              | 3:46     |  |
| 4.    | «Most Wanted Cowboy» | 5:37     |  |
| 5.    | «Catch Me»           | 2:36     |  |
| 6.    | «101 Ways»           | 5:51     |  |
| 7.    | «Deep In»            | 4:23     |  |
| 8.    | «My Droogies»        | 5:44     |  |
| 9.    | «Bend Over»          | 4:34     |  |
| 10.   | «Remember the Day»   | 2:46     |  |
| 42:14 |                      |          |  |

- Datos: Q1761318